# 狭萼腺萼木
狭萼腺萼木（学名：Mycetia sinensis f. angustisepala）为茜草科腺萼木属腺萼木下的一个变型。

## 扩展阅读
- 維基物種上的相關：狭萼腺萼木